# سورانیا
سورانیا (به ایتالیایی: Soragna) یک کومونه در ایتالیا است که در استان پارما واقع شده‌است.

## خصوصیات
سورانیا ۴۵ کیلومترمربع مساحت و ۴٬۷۹۳ نفر جمعیت دارد و ۴۹ متر بالاتر از سطح دریا واقع شده‌است.

## نگارخانه

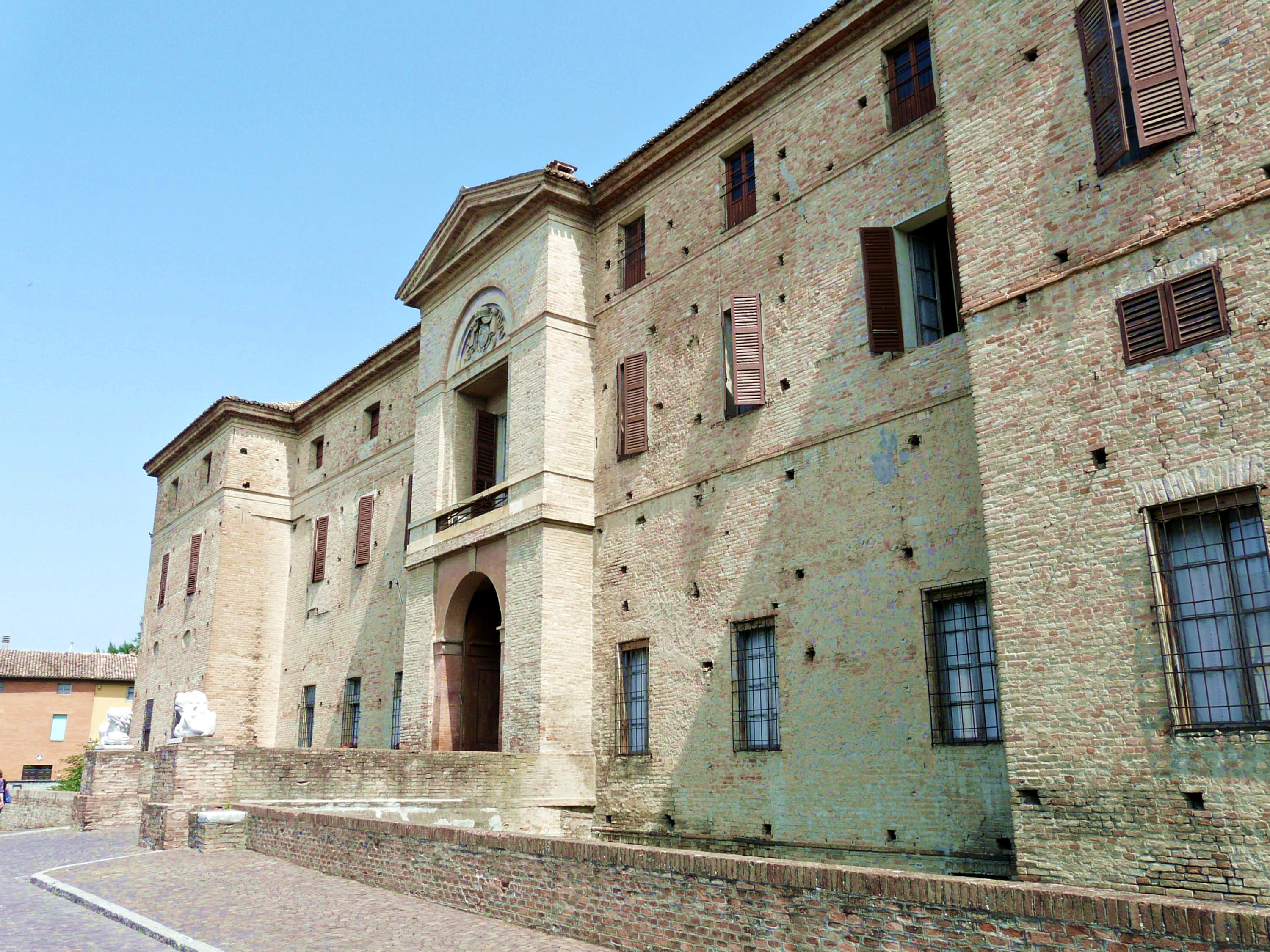
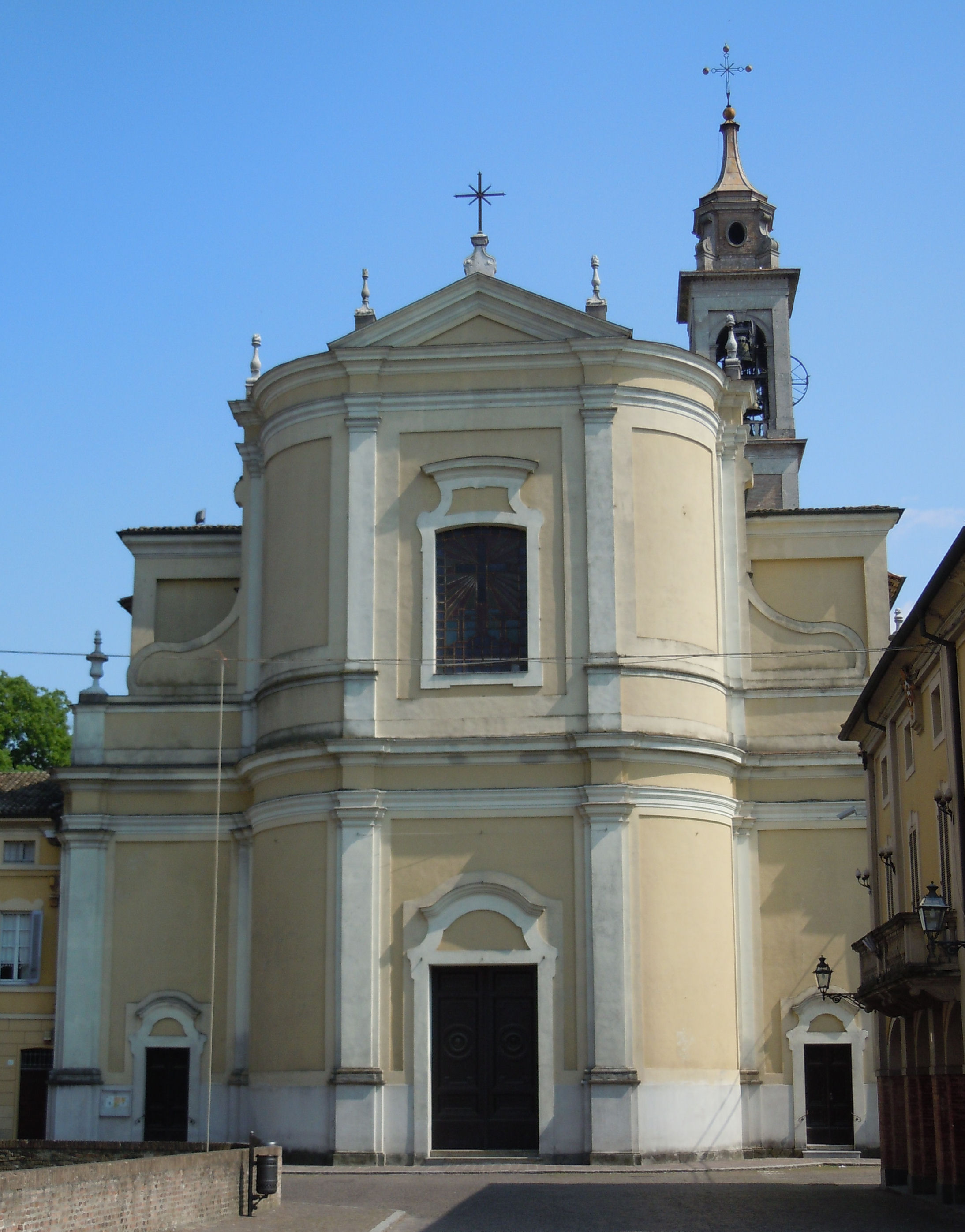